# Matt Tierney
Pas d'image ? Cliquez ici

a Compétitions nationales et continentales officielles uniquement.

b Matchs officiels uniquement.
Dernière mise à jour le 17 septembre 2019.
Matthew Martin Joseph Tierney dit « Matt Tierney », né le 4 juillet 1996 à Mississauga (Province de l'Ontario, Canada), est un joueur international canadien de rugby à XV évoluant au poste de pilier (1,91 m pour 132 kg). 

## Biographie
Il joue au sein de l'effectif de la Section paloise en Top 14 depuis 2015, ainsi qu'en équipe du Canada depuis 2016.
Après avoir rejoint le club français de la Section paloise en 2015, il signe en avril 2016 un contrat espoirs qui le lie avec ce club jusqu'en juin 2019. En fin de saison 2015-2016, il dispute ses trois premiers matchs avec l'équipe professionnelle et est vice champion de France espoirs lors de la saison 2017-2018.
Blessé en septembre 2023, il subit une ligamentoplastie à une cheville à la fin du mois de novembre. Le Castres olympique évalue sa convalescence à six mois.

## Carrière

### En club
- 2015 : Ontario Blues
- 2015-2019 : Section paloise
- Depuis 2019 : Castres olympique

### En équipe nationale
Il a obtenu sa première cape internationale le 18 juin 2016 à l'occasion d'un match contre l'équipe de Russie à Calgary (Province de l'Alberta, Canada).

## Statistiques en équipe nationale
- 20 sélections (12 fois titulaire, 8 fois remplaçant)
- Sélection par année : 2 en 2016, 10 en 2017, 3 en 2018, 5 en 2019

## Palmarès
Avec le Castres olympique
- Championnat de France de première division : 
  - Finaliste (1) : 2022
- Finaliste du Championnat de France espoirs en 2018